# أندي هيل (سياسي)
أندي هيل (بالإنجليزية: Andy Hill)‏ هو لاعب كرة قدم وسياسي أمريكي، ولد في 12 أكتوبر 1962 بدنفر في الولايات المتحدة، وتوفي في 31 أكتوبر 2016 بسبب سرطان الرئة. حزبياً، نشط في الحزب الجمهوري. وقد انتخب عضو مجلس نواب واشنطن.